# Gegenentwurf (Schweiz)
Unter einem Gegenentwurf (auch als Gegenvorschlag bezeichnet) wird im schweizerischen Staatsrecht eine Vorlage eines Parlaments – Bundesversammlung, Kantonsparlament, Gemeindeparlament – verstanden, welche der Vorlage einer Volksinitiative eine Alternative gegenüberstellt.

## Bundesebene

### Direkter Gegenentwurf
Gemäss Art. 139 BV nimmt die Bundesversammlung zu einer Volksinitiative in der Form eines ausgearbeiteten Entwurfs für eine Teilrevision der Bundesverfassung Stellung, indem sie die Volksinitiative Volk und Ständen zur Annahme oder Ablehnung empfiehlt. Sie kann gleichzeitig der Initiative einen eigenen Entwurf einer Verfassungsänderung gegenüberstellen. Man spricht von einem direkten Gegenentwurf, weil die Stimmberechtigten gleichzeitig über die Initiative und den Gegenentwurf abstimmen Art. 139b BV. Die Stimmberechtigten können beiden Vorlagen zustimmen (Doppeltes Ja); bei der Stichfrage können sie angeben, welcher Vorlage sie den Vorrang geben, falls beide angenommen werden. Erzielt in der Stichfrage die eine Vorlage mehr Volks- und die andere mehr Standesstimmen, tritt jene Vorlage in Kraft, bei welcher der prozentuale Anteil der Volksstimmen und der prozentuale Anteil der Standesstimmen in der Stichfrage die grössere Summe ergeben.
Der direkte Gegenentwurf muss einen Vorschlag «zur gleichen Verfassungsmaterie» enthalten wie die Volksinitiative (Art. 101 Abs. 1 ParlG). Wäre dies nicht der Fall, so würde bei der gleichzeitigen Volksabstimmung die «Garantie der politischen Rechte» verletzt, welche «die freie Willensbildung und die unverfälschte Stimmabgabe» der Stimmberechtigten schützt (Art. 34 BV Abs. 2 BV).
Die Ausarbeitung eines Gegenentwurfs führt zu einer Verlängerung der Fristen, welche dem Bundesrat und der Bundesversammlung für die Beschlussfassung über ihre Abstimmungsempfehlung gesetzt sind. Der Bundesrat muss der Bundesversammlung seinen Entwurf für einen entsprechenden Bundesbeschluss innert 18 statt innert 12 Monaten unterbreiten (Art. 97 ParlG). Die Bundesversammlung kann die Behandlungsfrist von 30 Monaten, die mit der Einreichung der Volksinitiative zu laufen beginnt, um ein Jahr verlängern, sobald der Nationalrat oder der Ständerat den Gegenentwurf angenommen hat (Art. 105 ParlG).

### Indirekter Gegenentwurf
Anstelle eines direkten Gegenentwurfs kann das Parlament der Volksinitiative auch einen indirekten Gegenentwurf gegenüberstellen. Artikel 97 ParlG definiert diese Form des Gegenentwurfs als «Entwurf zu einem mit der Volksinitiative eng zusammenhängenden Erlassentwurf». In der Regel handelt es sich dabei um ein Bundesgesetz. Man spricht von indirektem Gegenentwurf, weil keine gleichzeitige Volksabstimmung über die von der Volksinitiative verlangte Verfassungsänderung und das vom Parlament beschlossene Bundesgesetz möglich ist. Dies ist nicht zulässig, weil eine Verfassungsänderung dem obligatorischen Referendum untersteht und der Zustimmung von Volk und Ständen bedarf, ein Bundesgesetz aber nur dem fakultativen Referendum unterstellt ist und im Falle des Zustandekommens des Referendums nur eine Mehrheit der stimmenden Bürgerinnen und Bürger und kein Ständemehr verlangt.
Ein indirekter Gegenentwurf im rechtlichen Sinn liegt vor, wenn
- eine der beiden Voraussetzungen für eine Verlängerung der Frist für die Behandlung der Volksinitiative erfüllt ist (siehe oben unter «Direkter Gegenentwurf»); oder
- ein von beiden Räten beschlossenes Bundesgesetz dem Initiativkomitee erlaubt, die Volksinitiative bedingt, d. h. unter dem Vorbehalt zurückzuziehen, dass gegen das Bundesgesetz kein Referendum ergriffen oder dass das Gesetz in der Referendumsabstimmung angenommen wird (Art. 73a und Art. 75a BPR).

Im indirekten Gegenentwurf wird häufig festgelegt, dass er nur dann in Kraft tritt, wenn die Volksinitiative zurückgezogen oder in der Volksabstimmung abgelehnt wird. Rechtlich notwendig ist diese sogenannte «Alternativklausel» nur dann, wenn der Gesetzestext des indirekten Gegenentwurfs Bestimmungen enthält, die mit direkt anwendbarem, übergeordnetem Verfassungstext der Volksinitiative nicht vereinbar sind. Meistens ist eine Verfassungsbestimmung aber nicht direkt anwendbar, sondern bedarf der Umsetzung durch die Gesetzgebung. In diesen Fällen kann ein indirekter Gegenentwurf, der das Anliegen der Volksinitiative teilweise umsetzt, auch bei Annahme der Volksinitiative in Kraft gesetzt werden; in der Folge muss das Gesetz so angepasst werden, dass es das Anliegen der Volksinitiative ganz erfüllt. Enthält der indirekte Gegenentwurf nun aber die «Alternativklausel», so fällt die bereits erfolgte teilweise Umsetzung der Volksinitiative dahin; diese Umsetzung wird damit erheblich verzögert. Zudem werden die Stimmberechtigten, welche sowohl der Initiative wie dem indirekten Gegenentwurf positiv gegenüberstehen, bei ihrer Stimmabgabe zur Volksinitiative vor das Dilemma gestellt, mit einer Annahme der Initiative die Inkraftsetzung des indirekten Gegenentwurfs zu verhindern (Beispiel: die am 28. November 2021 angenommene Pflegeinitiative und ihr indirekter Gegenentwurf). In der Staatsrechtslehre wird dies als Verletzung der verfassungsmässigen Garantie der freien Willensbildung und unverfälschten Stimmabgabe (Art. 34 Abs. 2 BV) beurteilt.
Zur Terminologie: Der indirekte Gegenentwurf wird im geltenden Bundesgesetz über die politischen Rechte vom 17. Dezember 1976 als «indirekter Gegenvorschlag» bezeichnet und die Bundeskanzlei verwendet in ihren Publikationen bis heute diesen Begriff. Der Begriff «Vorschlag» stammt aus der bis Ende 1999 geltenden Bundesverfassung von 1874 (Art. 93 und 102 Ziff. 4). Die geltende Bundesverfassung vom 18. April 1999 spricht demgegenüber von «Entwürfen» zu Erlassen der Bundesversammlung (Art. 181 BV). Das Parlamentsgesetz hat diesen Begriff übernommen und die Parlamentsdienste verwenden ihn in ihren Publikationen.

### Praxis und politische Funktion des Gegenentwurfs
Volksinitiativen werden zwar selten angenommen (nur 20 von 305 zustande gekommenen Initiativen seit 1891, Stand 31. Dezember 2013), haben aber viel häufiger dank angenommener Gegenentwürfe einen mehr oder weniger weit gehenden indirekten Erfolg. Die Bundesversammlung hat von 1891 bis Ende 2013 zu 40 Volksinitiativen einen direkten Gegenentwurf unterbreitet. In 27 Fällen führte dies zum Rückzug der Volksinitiative. In der Volksabstimmung wurden 22 direkte Gegenentwürfe angenommen und 15 abgelehnt. Die Bundesversammlung hat zudem in 30 Prozent der Fälle einer Volksinitiative einen indirekten Gegenentwurf gegenübergestellt. 38 Volksinitiativen sind zugunsten solcher indirekten Gegenentwürfe zurückgezogen worden.
Der Gegenentwurf ist ein wichtiges Element der Responsivität der politischen Behörden, d. h. der Bereitschaft der Behörden, auf die Interessen der Bürgerinnen und Bürger einzugehen. Darin zeigt sich die integrative Wirkung der direkten Demokratie. Eine Mehrheit der Bundesversammlung kann mit einem Gegenentwurf zeigen, dass sie das Anliegen einer Volksinitiative zwar als zu weitgehend oder als rechtlich unbefriedigend formuliert beurteilt, es aber als zumindest teilweise berechtigt anerkennt.

## Gegenentwürfe in den Kantonen
25 der 26 Kantonsverfassungen geben den Kantonsparlamenten das Recht, einer Volksinitiative einen Gegenentwurf gegenüberzustellen; der Kanton Glarus regelt dies in seinem Gesetz über die politischen Rechte. Anders als der Bund kennen alle Kantone auch die Gesetzesinitiative und damit den direkten Gegenentwurf auf Gesetzesstufe; es besteht daher kein Bedarf nach einem indirekten Gegenentwurf. Die Kantone Glarus und Appenzell Innerrhoden haben eine Landsgemeinde, die für die Gesetzgebung zuständig ist. Es gibt hier keine Volksinitiative, sondern das Initiativrecht jedes einzelnen Stimmberechtigten. Das Kantonsparlament kann einer solchen Initiative einen Gegenentwurf gegenüberstellen.